# 아게촌 (히로시마현)
아게촌(阿下村)은 히로시마현 진세키군에 설치되었던 촌이다. 현재의 진세키코겐정에 해당한다.

## 역사
- 1889년 4월 1일 - 정촌제 시행에 의해 진세키군 아게촌이 단독으로 촌제를 시행해 아게촌이 성립하였다.
- 1942년 4월 1일 - 가미촌, 쓰네미쓰촌, 가메이시촌과 합병, 고바타케촌이 존속해 폐지되었다.

## 참고문헌
- 角川日本地名大辞典 34 広島県
- 『市町村名変遷辞典』東京堂出版、1990年。